# José García Ramos y Segond
José García-Ramos y Segond (Santiago de Compostela, 17 de agosto de 1875 – La Coruña, 2 de octubre de 1970) fue un médico y político republicano español. Miembro del Partido Republicano Radical primero y de Unión Republicana después, fue diputado por la provincia de La Coruña durante las dos últimas legislaturas de la Segunda República Española.

## Biografía
José fue el segundo de diez hermanos. Su padre fue Manuel García Segond (Santiago de Compostela, 5 de junio de 1849 - Santiago de Compostela, 29 de abril de 1910), médico titular en varios municipios de los alrededores de Santiago de Compostela: San Juan de Carbiá, Villa de Cruces (Pontevedra) y Arzúa. Su madre fue Victoria Ramos Camino (Santiago de Compostela, 6 de marzo de 1849).
Estudió medicina en la Universidad de Santiago de Compostela, obteniendo el título de licenciado en 1898 con la calificación de sobresaliente. Antes de acabar la carrera ya participó como ayudante en varias operaciones en el Hospital de Santiago.
Se especializó en dermatología, medicina forense y sifilografía en los hospitales de La Princesa y San Juan de Dios de Madrid.
Una vez graduado se estableció como médico en Arzúa, junto a su padre, donde hizo las prácticas durante unos años.
El 17 de abril de 1901 se casó con Pilar Platas Freire.
En 1902 obtiene la plaza de médico titular de Tordoya (La Coruña) y en 1903 la de Culleredo (La Coruña), donde nacen sus cuatro hijos: José, Ramón, María del Carmen y Áurea. Allí vivieron durante ocho años. Su zona comprendía tanto el pueblo como las aldeas de alrededor.

### Médico Forense en La Coruña
En 1911 se traslada a La Coruña como sustituto del Forense del Juzgado de la Audiencia y de la prisión.
Entre 1911 y 1921 formó parte de la Comisión Mixta de Reclutamiento provincial del Ejército, encargada de determinar la aptitud para el servicio militar.
Además de su trabajo como forense, tenía su consulta privada de dermatólogo. Fue un médico muy vanguardista. Inventó un electrodo para aplicar la diatermia y utilizaba una faja eléctrica para curar determinados tipos de parálisis. Fue también un pionero en la utilización de rayos ultravioleta, infrarrojos y rayos X. Para lo último disponía de una caja de rayos catódicos y placas de fotografía normales. Así mismo estudió hipnotismo y radiestesia, técnicas que utilizaba con algunos de sus pacientes.
Fue vicepresidente de la Academia de Medicina y Cirugía de Galicia y Asturias.

### Pionero del cine en España
José fue un gran aficionado a la fotografía, ganando premios en varias exposiciones de fotografía regionales.
Fue un pionero del cine en España, dispuso de una de las primeras cámaras cinematográficas en nuestro país y filmó varias decenas de películas como la visita de Alfonso XIII a las Escuelas Pías, Sarría, Barcelona, en 1930, rodajes en San Fernando, Cádiz o el Monasterio de Piedra, Zaragoza, películas que ahora son objetos de colección.

### La II República - Inicios en política
Iniciada la II República, en junio de 1931 se presentó a las elecciones generales como candidato a Diputado del Congreso por la circunscripción de La Coruña en las listas del Partido Radical, junto al escritor Valle-Inclán, aunque no consiguió los suficientes votos para ser elegido.
A lo largo de su vida leyó y escribió mucho en gallego, idioma que dominaba en su faceta más culta y refinada, admirando especialmente a Rosalía de Castro.
En las elecciones de noviembre de 1933 se presentó de nuevo como candidato a diputado en las listas del PRR, siendo elegido por 85.474 votos, el 29% del censo provincial. Tomó posesión del acta de diputado en Madrid el 7 de diciembre de 1933, coincidiendo con su hermano Alfredo García Ramos. En esa legislatura formó parte de las comisiones parlamentarias de Comunicaciones y de Justicia.
Efectuada la escisión del Partido Republicano Radical de Alejandro Leroux, José García-Ramos se afilia al partido Unión Republicana, liderado por Diego Martínez Barrio.

### Su relación con la Masonería
José García-Ramos fue miembro fundador de la logia masónica “Curros Enriquez nº 9” de La Coruña, inscrita en la Gran Logia del Noroeste de España, donde fue iniciado en 1929. Esta logia funcionó hasta 1932, año en que fue disuelta.
En 1932 se incorpora a la logia coruñesa “Pensamiento y Acción nº 11”.

### Las elecciones de 1936
En dichas elecciones el partido Unión Republicana formó parte de la coalición de izquierdas denominada Frente Popular.
En febrero de 1936, José García-Ramos, candidato de Unión Republicana, obtuvo 144.923 votos en La Coruña, el 50% del censo provincial, ganando las elecciones el Frente Popular.
Tomó posesión del acta de diputado en Madrid el 24 de marzo de 1936, formando parte de las comisiones parlamentarias de Gobernación, Pensiones, Peticiones y Presupuestos.

### La sublevación militar de 1936
El estallido de la guerra civil española le sorprendió en La Coruña. Solo una semana después, el 25 de julio de 1936, fue detenido y encarcelado en la prisión provincial de La Coruña (al lado de la torre de Hércules), cárcel que tan bien conocía por haber trabajado como médico de los reclusos durante muchos años. Desde el primer momento ejerció su profesión en la enfermería, auxiliando a muchos de los allí detenidos.

### La represión franquista
El 6 de agosto de 1936 se le impuso una multa de 500 pesetas por pertenencia a una logia masónica y el 26 de ese mes el nuevo gobernador civil le destituye como Médico Forense del Juzgado. El 18 de septiembre se aumenta la multa a 10 000 pesetas, por lo que le embargan bienes.
El 1 de octubre de 1936, tras dos meses y medio en la cárcel, se ordena su libertad y destierro fuera de La Coruña.
Una vez acabada la guerra civil fue juzgado por el Tribunal Especial para la Represión de la Masonería y el Comunismo y condenado a doce años de cárcel, tras haber sido obligado a retractarse de su pertenencia a la masonería. Después de pasar casi dos años en los penales de Burgos y Puerto de Santa María, su pena fue conmutada por la de seis años de confinamiento, consistente en la prohibición de residir en La Coruña, por lo que se trasladó a vivir a Pontevedra.

### Su vuelta a La Coruña
A su vuelta a La Coruña siguió ejerciendo su profesión como médico dermatólogo. Aunque siempre estuvo vigilado por el régimen, consiguió mantener comunicación con el gobierno de la república en el exilio.
En 1951 el Cuerpo de Forenses le reconoció la jubilación retroactiva desde los 72 años.
El 8 de octubre de 1963, a la edad de 88 años, el Pleno del Consejo General de Colegios de Médicos de España inscribió su nombre en el Cuadro de Honor de los Médicos Españoles.
José García-Ramos murió en su casa de La Coruña el 2 de octubre de 1970, a la edad de 95 años, mientras estaba escribiendo sus memorias.